# Boris Alexandrowitsch Schteifon

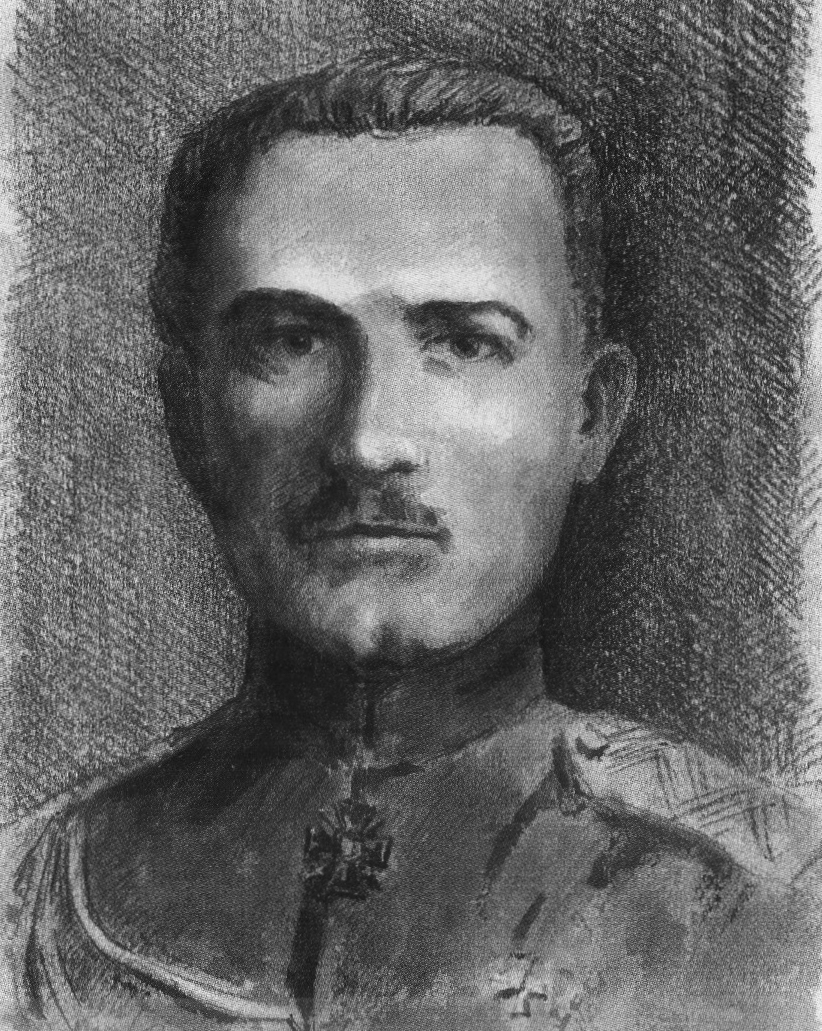
Boris A. Schteifon vor 1920

Boris Alexandrowitsch Schteifon (russisch Борис Александрович Штейфон; wissenschaftliche Transliteration Boris Aleksandrovič Štejfon, geboren 6. Dezemberjul. / 18. Dezember 1881greg. in Charkow, Russisches Kaiserreich; gestorben 30. April 1945 in Zagreb) war ein Offizier der kaiserlichen russischen Armee, der später als General der russischen antikommunistischen weißen Armee und als Befehlshaber des Russischen Schutzkorps in Serbien  während des Zweiten Weltkriegs diente.

## Leben
Boris Schteifon wurde 1881 in Charkow (jetzt in der Ukraine) geboren. Sein Vater war ein jüdischer Kaufmann, der zum orthodoxen Christentum konvertiert war, seine Mutter war die Tochter eines russisch-orthodoxen Diakons. Er absolvierte die Junkerinfanterieschule in Tschugujew, eine der führenden Schulen der kaiserlichen russischen Armee, und wurde Leutnant des 124. Infanterieregiments in Woronesch. Er erlebte seine ersten Kämpfe während des Russisch-Japanischen Krieges von 1904 bis 1905, bei dem er durch eine Gehirnerschütterung verletzt wurde. Er wurde auch fünfmal für Tapferkeit und hervorragende Leistungen ausgezeichnet und erhielt den Orden des Hl. Wladimir zusammen mit anderen Orden. Er wurde im September 1905 zum Leutnant befördert. 1911 schloss Schteifon die kaiserliche Militärakademie des Generalstabs mit dem Rang eines Hauptmanns ab. Anschließend wurde er zum russischen Turkestan abkommandiert und war 1914 Stabsoffizier des 2. Turkistan-Armeekorps.
Mit Beginn des Ersten Weltkriegs diente Schteifon an der Kaukasusfront gegen die Streitkräfte des Osmanischen Reiches. Er war stellvertretender Geheimdienstchef im Stab der russischen kaukasischen Armee und wurde 1915 zum Oberstleutnant befördert. Er spielte eine Schlüsselrolle in der Schlacht von Erzurum unter General Nikolai Judenitsch und wurde, für die Durchführung von Geheimdienstoperationen, mit dem Orden der Heiligen Anna und dem Orden des Heiligen Georg ausgezeichnet. Im Januar 1917 wurde er zum Stabschef der 161. Infanteriedivision und im August dieses Jahres zum Leiter der finnischen 3. Infanteriedivision ernannt. 1917 wurde er zum Oberst befördert.

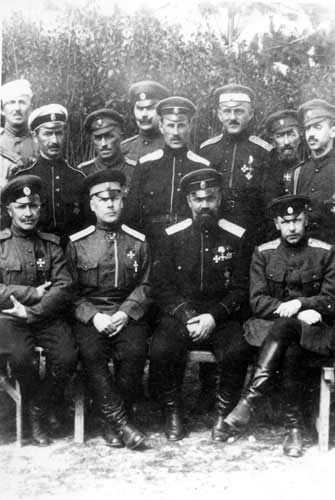
Weiße Generäle in Bulgarien, 1921. Sitzend ganz rechts: Boris Alexandrowitsch Schteifon neben Alexander Pawlowitsch Kutepow

Nach der Oktoberrevolution und dem Zusammenbruch an der russischen Front kehrte Schteifon in seine Heimatstadt Charkow zurück, wo er eine Untergrundorganisation leitete, um Offiziere für die Freiwilligenarmee zu rekrutieren. Im Herbst 1918 erreichte er das Hauptquartier der Freiwilligenarmee in Jekaterinodar. Im April 1919 wurde er Stabschef der 3. Infanteriedivision der Freiwilligenarmee und ab Juli Kommandeur des 13. Infanterieregiments. Bis Ende des Jahres war er in der gesamten Ukraine sowie in Teilen Polens und Rumäniens tätig. Im Januar 1920 wurde Schteifon zum Generalleutnant befördert.
Mit dem wachsenden Zusammenbruch der Weißen Bewegung wurde er jedoch gezwungen, mit seinen Männern nach Polen zu evakuieren, und kam dann auf die Krim, um den aktiven Dienst unter General Pjotr Wrangel fortzusetzen. Er evakuierte mit den Überresten von Wrangels Truppen nach Konstantinopel und kam im Lager Gallipoli für weißrussische Flüchtlinge an. Am 25. April 1921 wurde er für das verbannte 1. Armeekorps verantwortlich gemacht und nach Bulgarien verlegt. 1922 vertrieb die bulgarische Regierung Schteifon und er fand Zuflucht im Königreich der Serben, Kroaten und Slowenen. Der in Belgrad lebende Schteifon beteiligte sich aktiv an der Offiziersunion, wurde jedoch von General Wrangel wegen Ungehorsams abgesetzt. In den 1920er und 1930er Jahren veröffentlichte Schteifon eine Reihe militärischer taktischer und historischer Werke und wurde Professor für Militärwissenschaften.
Nach der Besetzung des Königreichs Jugoslawien durch das nationalsozialistische Deutsche Reich im April 1941 wurde Schteifon am 12. September von den Deutschen auf Initiative des ehemaligen russischen Generals Michail Skorodumow eine Stelle als Stabschef des Russischen Schutzkorps in Belgrad angeboten und wurde drei Tage später dessen Kommandeur. Bis zum Frühjahr 1944 bestand die Hauptaufgabe des Russischen Schutzkorps, das sich hauptsächlich aus ehemaligen Soldaten der russischen kaiserlichen Armee und der weißen Armee zusammensetzte, darin, bestimmte Orte und Gebiete vor den kommunistischen Partisanen zu schützen, die von Josip Broz Tito angeführt und von der Sowjetunion und später im Krieg auch von Großbritannien unterstützt wurden; 1944 war das Korps aktiv im Kampf gegen Titos Partisanen engagiert. Ab September 1944, nachdem die zuvor mit Deutschland verbündeten Rumänien und Bulgarien die Seiten gewechselt hatten und reguläre Einheiten der Roten Armee in den westlichen Balkan vorgedrungen waren, kämpfte das Korps auch gegen die regulären sowjetischen Truppen in Serbien und später im heutigen Kroatien.
Er starb am 30. April 1945 im Esplanade-Hotel in Zagreb. Einige Quellen vermuten, dass er Selbstmord begangen hat. Er wurde in Ljubljana, Slowenien, auf einem deutschen Soldatenfriedhof (Block VIII, Reihe 6, Grab 16) beigesetzt.